# 中華民國駐基里巴斯大使列表
本列表為中華民國駐吉里巴斯歷任大使名錄，現已斷交。

## 歷史
- 2003年11月7日 中華民國與吉里巴斯建立大使級外交關係[1]。

- 2004年1月10日 中華民國在塔拉瓦百里基(Bairiki)設置大使館。[2]

- 2019年9月20日 兩國斷交。

## 歷任大使

### 中華民國驻基里巴斯大使（2003年至2019年）
中華民國與吉里巴斯雙方於2003年11月7日建立外交關係，中華民國在2004年1月10日在吉里巴斯塔拉瓦之百里基（Bairiki）設置大使館。2019年9月20日兩國斷交。
| 姓名   | 到任           | 離任          | 外交衔级 | 外交职务     | 備註                  | 備註 |
| ------ | -------------- | ------------- | -------- | ------------ | --------------------- | ---- |
| 陈士良 | 2003年11月13日 | 2009年5月7日  | 大使     | 特命全权大使 |                       |      |
| 何登煌 | 2009年5月7日   | 2012年1月30日 | 大使     | 特命全权大使 |                       |      |
| 朱文祥 | 2012年2月16日  | 2015年7月     | 大使     | 特命全权大使 |                       |      |
| 李傳通 | 2015年5月14日  | 2017年6月     | 大使     | 特命全权大使 |                       |      |
| 宋文城 | 2017年6月15日  | 2019年8月     | 大使     | 特命全权大使 |                       |      |
| 王北平 | 2019年8月      | 2019年9月     | 公使     | 臨時代辦     | 2019年9月20日兩國斷交 |      |